# Anolis bellipeniculus
Espèce
Synonymes
- Phenacosaurus bellipeniculus Myers & Donnelly, 1996
- Dactyloa bellipeniculus (Myers & Donnelly, 1996)

Anolis bellipeniculus est une espèce de sauriens de la famille des Dactyloidae. 

## Répartition
Cette espèce est endémique de l'État d'Amazonas au Venezuela. Elle se rencontre sur le Cerro Yaví.

## Étymologie
Son nom d'espèce, du latin bellus, « beau », et peniculus, « petit pénis », lui a été donné en référence à la couleur orange, tout à fait inhabituelle, de ses hémipénis.

## Publication originale
- Myers & Donnelly, 1996 : A new herpetofauna from Cerro Yavi, Venezuela: first results of the Robert G. Goelet American Museum-Terramar Expedition to the northwestern Tepuis. American Museum Novitates, no 3172, p. 1-56 (texte intégral).